# Pedro Barrié de la Maza
Pedro Barrié de la Maza (Corunha, 17 de dezembro de 1888 — 14 de março de 1971) foi um empresário espanhol.

## Biografia
Estudou a carreira de Comércio na Escola Superior de Comércio da Corunha, e logo ampliou seus estudos financeiros na Grã-Bretanha, Alemanha e França.
Foi um dos principais financiadores do bando franquista durante a Guerra Civil Espanhola, motivo pelo qual Francisco Franco lhe concedeu importantes privilégios.
De 1939 até 1971 dirigiu o principal banco da Galiza (Banco Pastor) e criou em 1943 a empresa de eletricidade Fuerzas Eléctricas del Noroeste S.A. (FENOSA), hoje parte da União Fenosa, participando assim de alto grado na economia da Galiza.
Foi presidente da Astilleros y Talleres del Noroeste S.A. (ASTANO), de 1948 até 1971. De 1944 até 1971 também foi presidente da Junta de Obras do Porto da Corunha, construindo, entre outras coisas, o dique de abrigo.
Promoveu ou presidiu muitas outras empresas como Aluminio de Galicia, Gas Madrid, La Toja, Minero Siderúrgica de Ponferrada, PEBSA, entre outras.
Em 1955 foi-lhe outorgado o título de Conde de Fenosa pela promoção e o desenvolvimento da empresa elétrica. Foi possuidor de muitas outras distinções como a Grã-Cruz de Isabel, a Católica, a Grã-Cruz de Beneficência e a Grã-Cruz do Mérito Civil.
Em 1966 cria a fundação com um capital inicial de 3,3 milhões de pesos e a declarou universal quando faleceu. Atualmente a fundação detém mais de 40% das ações do Banco Pastor.
Repousa no Cemitério Municipal de San Amaro, em A Corunha.